# Hora Svaté Kateřiny
Hora Svaté Kateřiny är en stad i Tjeckien.   Den ligger i regionen Ústí nad Labem, i den nordvästra delen av landet, 90 km nordväst om huvudstaden Prag. Hora Svaté Kateřiny ligger 687 meter över havet och antalet invånare är 367.
Terrängen runt Hora Svaté Kateřiny är varierad.Runt Hora Svaté Kateřiny är det glesbefolkat, med 18 invånare per kvadratkilometer. Närmaste större samhälle är Most, 18,1 km sydost om Hora Svaté Kateřiny. I omgivningarna runt Hora Svaté Kateřiny växer i huvudsak blandskog.